# Relations entre l'Azerbaïdjan et la Serbie

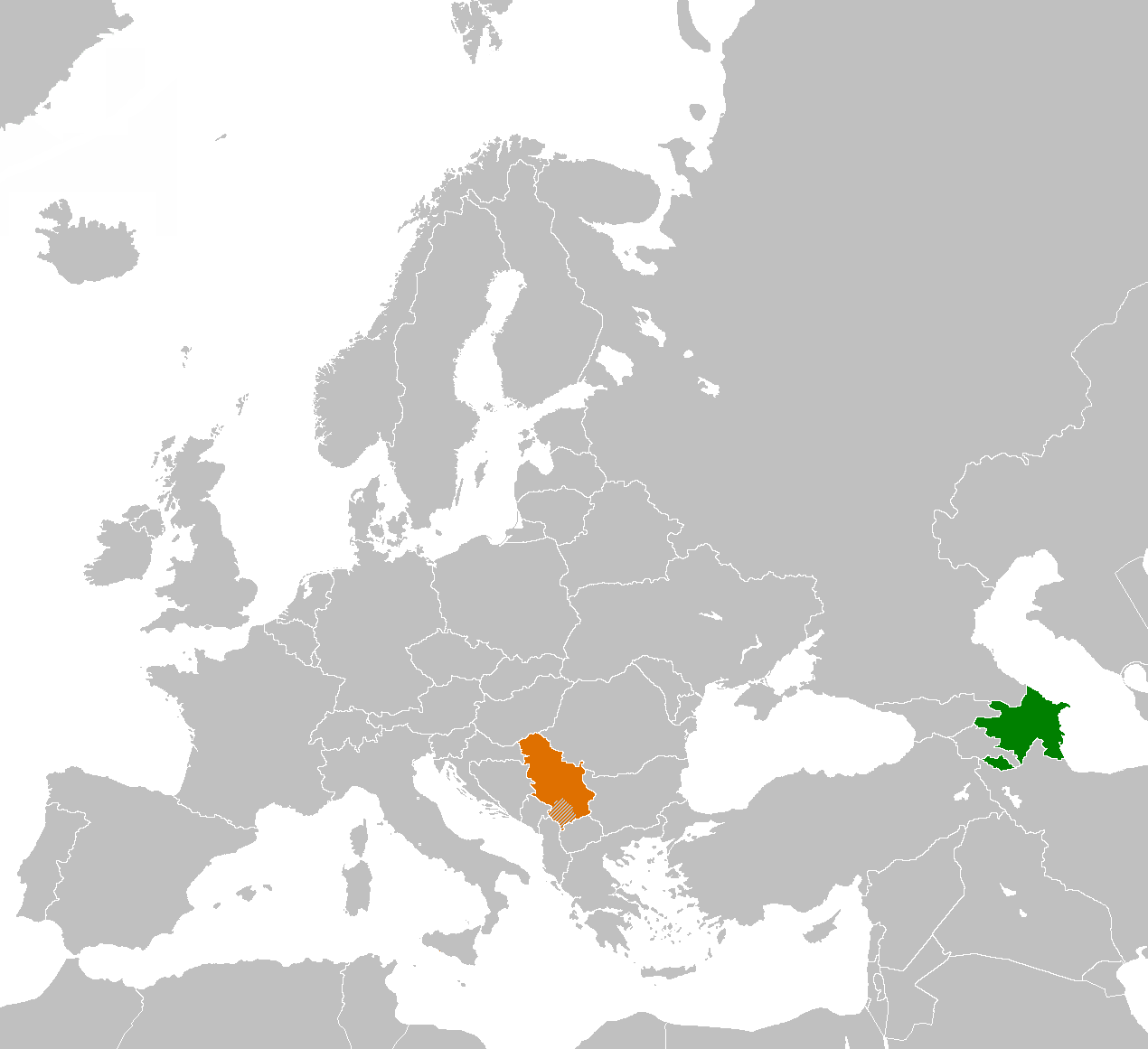

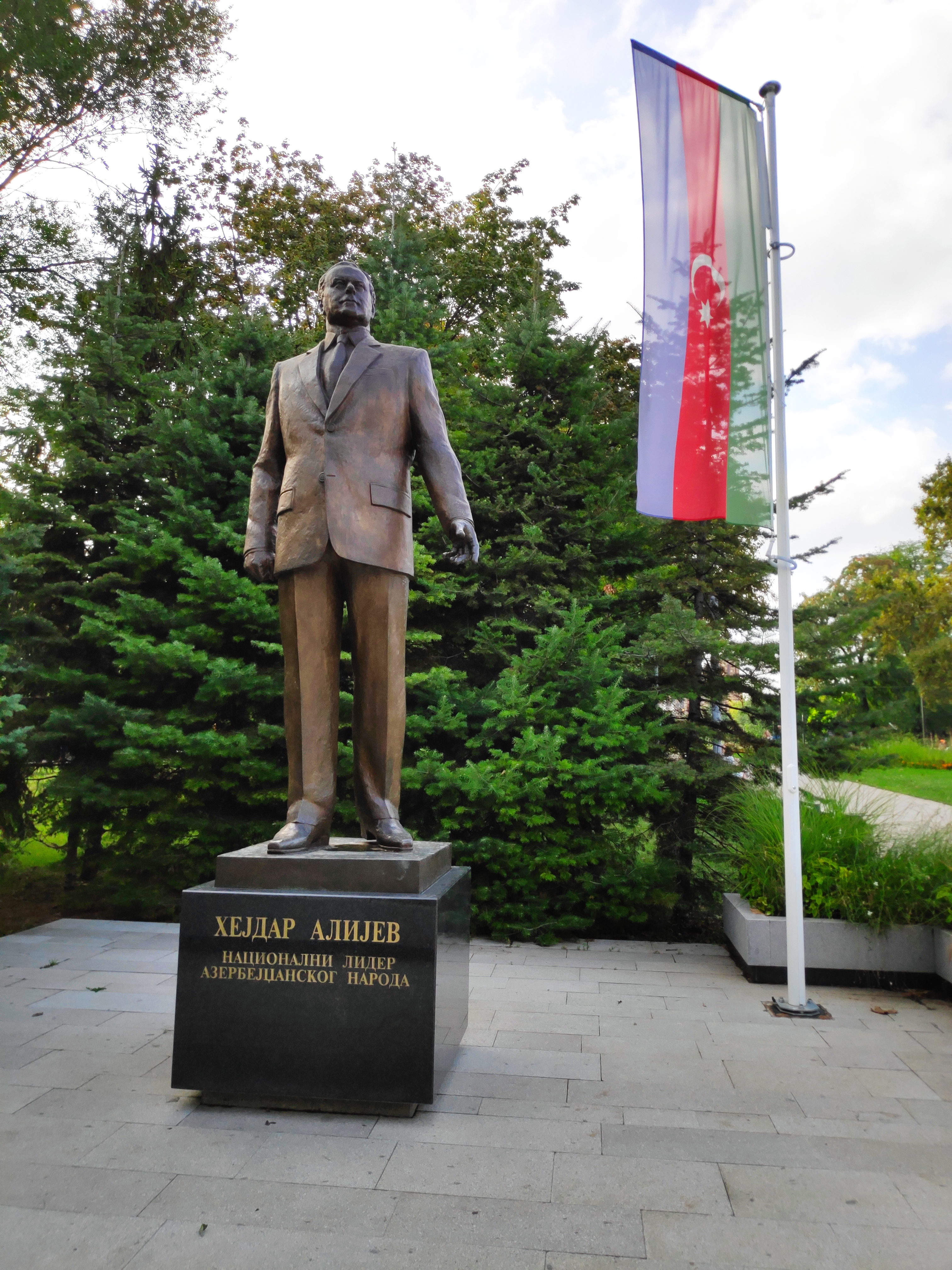
Le monument en honneur de l'ancien président azéri Heydar Aliyev à Belgrade.

Les relations entre l'Azerbaïdjan et la Serbie font référence aux relations extérieures entre l'Azerbaïdjan et la Serbie. La Serbie a une ambassade à Bakou. L’Azerbaïdjan a une ambassade à Belgrade. Les deux pays sont membres des Nations unies, du Conseil de l'Europe, du Partenariat pour la paix, de l'Organisation de coopération économique de la mer Noire (OCEMN) et de l'Organisation pour la sécurité et la coopération en Europe (OSCE).

## Histoire
La Serbie et certaines parties de l'Azerbaïdjan étaient gouvernées par l'empire ottoman.
La 223ème bannière rouge de Belgrade, la division de fusiliers de l'Azerbaïdjan - formée du peuple azerbaïdjanais, a participé à la libération de la Yougoslavie et à Belgrade de l'Allemagne nazie au cours de la Seconde Guerre mondiale.
Les relations diplomatiques ont été établies en 1997.
En 2011, un monument pour l'ancien président azerbaïdjanais Heydar Aliyev a été érigé à Belgrade. En octobre 2021, les parties ont signé un accord et convenu d'un régime d'exemption de visa.

## Visites de haut niveau
Le ministre serbe des Affaires étrangères, Vuk Jeremić, s'est rendu en Azerbaïdjan en 2009 et le président serbe, Boris Tadić, en visite officielle en Azerbaïdjan en 2010. Au cours de sa visite, M. Tadić a visité les tombes des victimes de Janvier Noir et a discuté des relations bilatérales et stratégiques entre les deux pays.
Le président de l'Azerbaïdjan Ilham Aliyev a effectué une visite officielle en Serbie en 2011. Aliyev et Tadic ont dévoilé un buste à Uzeyir Hadjibeyov dans la ville de Novi Sad et ont assisté à l'ouverture du parc Tasmajdan à Belgrade.
Deux pays sont intéressés par une coopération dans les domaines de l'énergie et de l'éducation. Les réunions entre les ministres des Affaires étrangères Vuc Jeremic et Elmar Mammadyarov sont régulières.
Les livres Colours and Color dreams, qui consistent en cycles de couleurs poétiques de Rasul Rza, poète populaire d’Azerbaïdjan, ont été publiés à Belgrade.

## Relations politiques
La Serbie figurait parmi les pays qui avaient voté en faveur de l'Azerbaïdjan dans la résolution 62/243 de l'Assemblée générale des Nations unies, résolution adoptée par l'Assemblée générale des Nations unies au sujet du Haut-Karabakh. Le jour où un responsable de la République du Kosovo a déclaré son indépendance de la Serbie, Khazar Ibrahim avait déclaré que l'Azerbaïdjan "considérait cet acte illégal comme étant en contradiction avec le droit international. En partant de là, la position de l'Azerbaïdjan est claire: il ne reconnaît pas l'indépendance du Kosovo". L'Azerbaïdjan a également retiré les soldats de la paix du Kosovo. La Turquie a déployé des efforts considérables lors d'une réunion au plus haut niveau de l'Organisation de la conférence islamique (OCI) qui s'est tenue à Dakar, au Sénégal, afin de faire publier une déclaration ferme soutenant la déclaration d'indépendance du Kosovo, mais parmi certains pays opposés, l'Azerbaïdjan s'est opposé. Lors de la première réunion de la commission intergouvernementale Azerbaïdjan-Serbie le 4 novembre 2011, les coprésidents de la commission, le ministre du Développement économique de l'Azerbaïdjan, Chahin Mustafayev, ont manifesté le soutien de l'Azerbaïdjan. La Serbie, en retour, a déclaré qu'elle continuerait à soutenir la position de l'Azerbaïdjan dans le conflit avec l'Arménie. Un centre culturel azerbaïdjanais a également été ouvert à Belgrade. Les deux pays envisagent également d'annuler le régime de visas.